# Halolaelaps celticus
Halolaelaps celticus is een mijtensoort uit de familie van de Halolaelapidae. De wetenschappelijke naam van de soort is voor het eerst geldig gepubliceerd in 1915 door Halbert.